# Tumulo di Barnenez

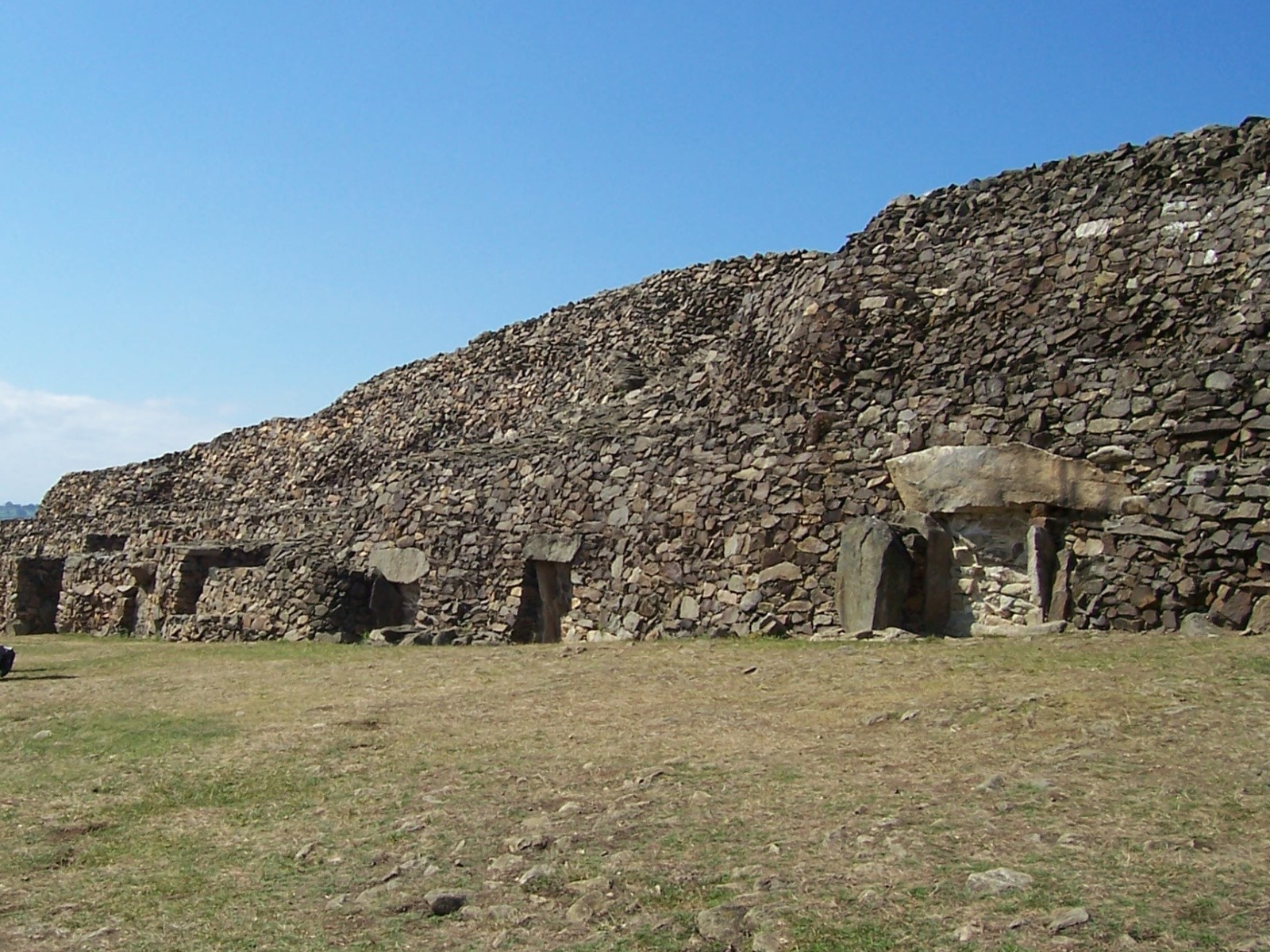
Vista frontale del tumulo di Barnenez.

Il Tumulo di Barnenez (bretone: Karn Barnenez, francese: Cairn de Barnenez o Tumulus de Barnenez) è un monumento neolitico che sorge vicino Plouezoc'h, in Bretagna. Risale circa al 4.500 a.C. ed è considerato il primo monumento megalitico dell'Europa e uno dei monumenti più antichi al mondo.

## Storia

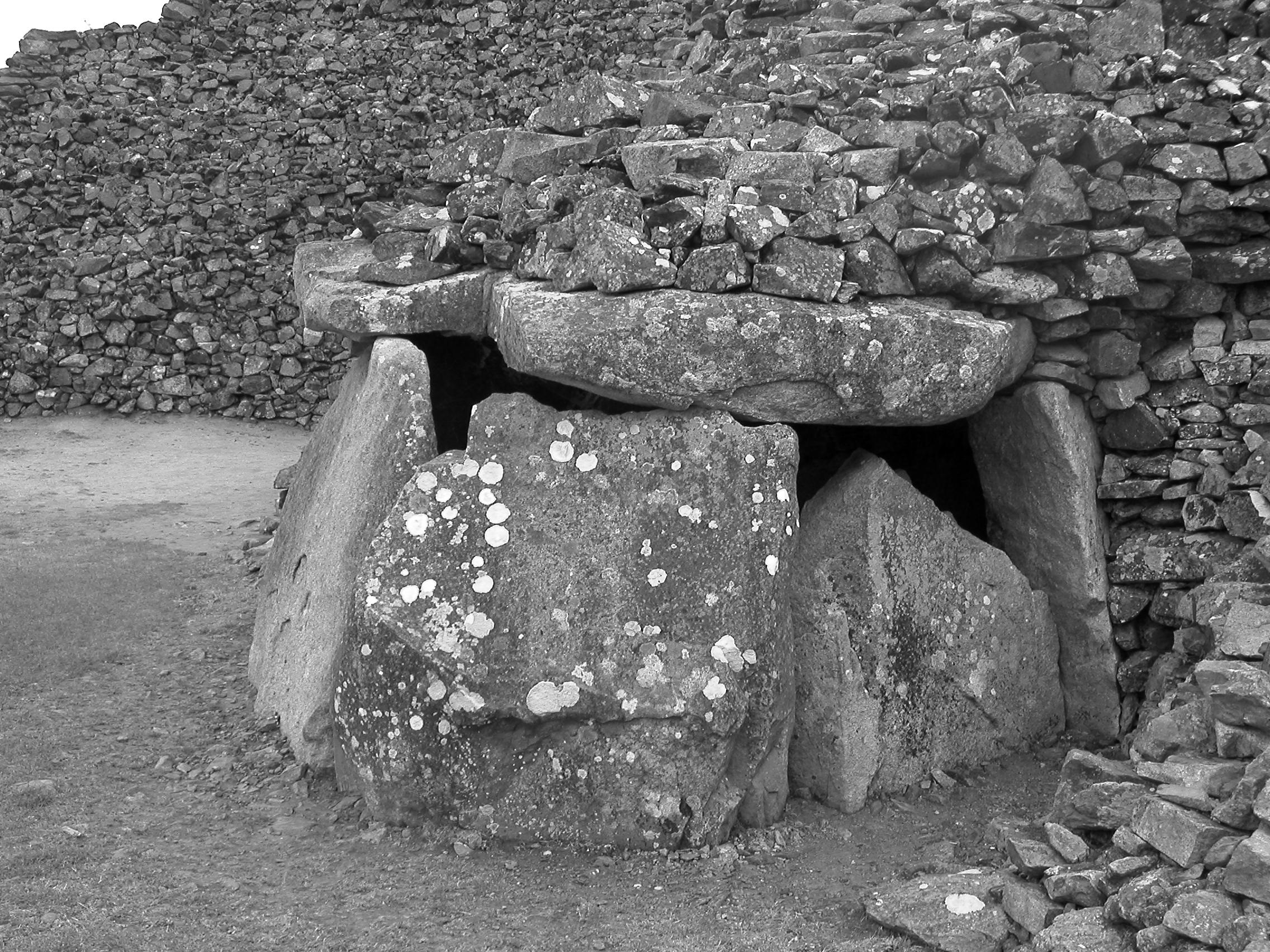
Una delle camere interne rinvenuta durante il XX secolo.

### Datazione
La datazione al radiocarbonio indica che la prima fase costruttiva del monumento è iniziata tra il 4.850 a.C. e il 4.250 a.C., mentre la seconda fase tra il 4.450 a.C. e il 4.000 a.C.

### Uso secondario
La ceramica rinvenuta nel sito e attorno alla costruzione indica che fu riutilizzato dell'età del bronzo, circa nel III millennio a.C.

### Riconoscimento di un antico monumento
Il tumulo fu censito per la prima volta nel 1807, nel contesto di un catasto voluto da Napoleone. Il suo primo riconoscimento scientifico ha avuto luogo durante un congresso accademico in Morlaix nel 1850, quando è stato ufficialmente classificato come tumulo.

### Utilizzato come cava
Di proprietà privata fino al 1950, il tumulo è stato utilizzato come una cava di pietre per pavimentazione. Questa attività, che ha minacciato di distruggere il monumento, è stata arrestata solo dopo la scoperta di molte camere interne nel 1950. La comunità locale poi ha assunto il controllo del sito.

### Restauro e scavi
Il sito fu restaurato tra il 1954 e 1968 quando la vegetazione fu rimossa dal tumulo e fu avviata una sistematica campagna di scavo all'interno e intorno al monumento.

## Il monumento

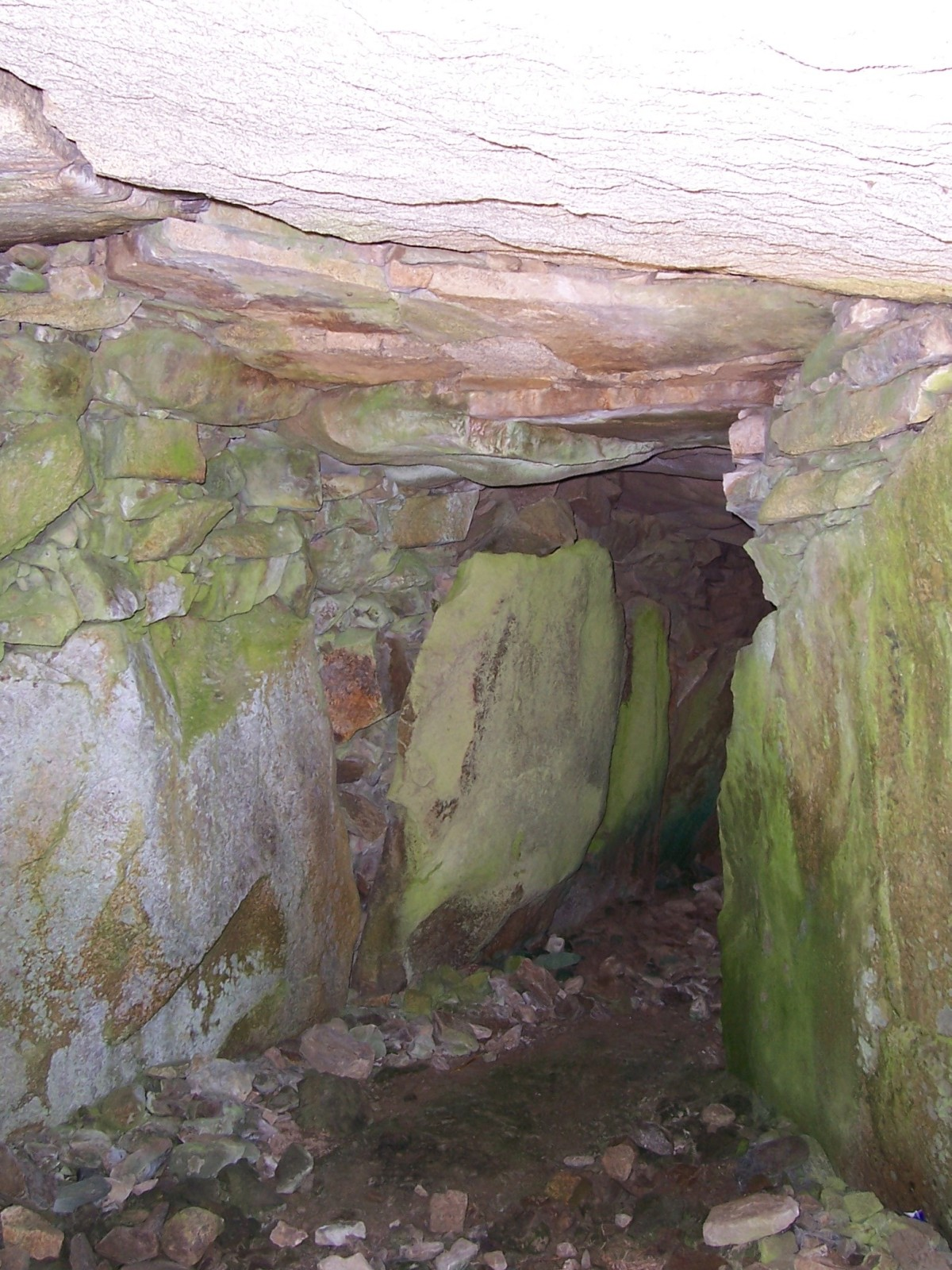
Una delle entrate.

### Il tumulo
Oggi, Il Tumulo di Barnenez è lungo 72 metri, largo fino a 25 metri e alto oltre 8 metri. 
Si stima che abbia un peso di circa 13.000 - 14.000 tonnellate. In esso sono contenute 11 camere, ognuna con un accesso diverso. Fu realizzato utilizzando pietre di piccola dimensione, tranne che per le stanze, ove furono utilizzati dei veri megaliti per la loro realizzazione. Il monumento si affaccia sulla Baia di Morlaix, probabilmente una fertile piana costiera al momento della sua costruzione.

### Fasi di costruzione
Il monumento fu realizzato in due fasi differenti.

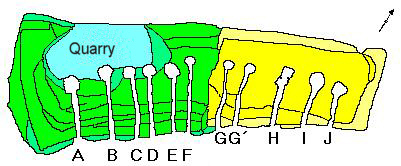
Pianta semplificata: tumulo primo giallo, secondo tumulo in verde.

#### Tumulo primo, prima del 4.500 a.C.
Inizialmente fu realizzato un tumulo di forma vagamente trapezoidale (32x9x13 metri), il quale conteneva 5 camere ed era circondato da un doppio lastricato. In questa fase fu favorito l'uso di diabase.

#### Tumulo secondo, 4.200 - 3.900 a.C.
In una seconda fase, sono state aggiunte sei ulteriori camere a ovest. Nello stesso tempo, il primo tumulo fu inglobato in una più ampia e più alta struttura e i suoi passaggi hanno dovuto essere allungati. In questa fase fu utilizzato il granito.

### Le camere
Le 11 camere del sito sono del tipo noto come Dolmen à couloir nella terminologia archeologica francese. Sono costruite con delle grandi lastre di ardesia e di granito. Originariamente, tutte le camere sono state interamente delimitate dal tumulo. Il fatto che diverse di loro sono ora esposte in parte è il risultato dell'attività di estrazione moderna. Ognuna delle undici camere è raggiungibile da sud-est attraverso un lungo e stretto passaggio (7-12 m di lunghezza). Esse sono disposte parallelamente le une alle altre. Le forme e tecniche di costruzione differiscono leggermente.

### Logistica
Un metro cubo del monumento contiene 1.500 kg di pietra. Si stima che la cava, la modellazione, il trasporto e l'assemblaggio di un tale quantità di pietra richiedesse circa quattro giorni di lavoro per un singolo lavoratore (assumendo 10 ore lavorative al giorno). L'originale monumento, il tumulo primo, aveva un volume di circa 2.000 metri cubi; in totale una costruzione di 1.000 tonnellate di granito e 3.000 tonnellate di diabase. Per la realizzazione sarebbero stati necessari da 15.000 a 20.000 giorni lavorativi; in altre parole, impiegando 200 lavoratori, in tre mesi avrebbero realizzato solo la prima fase della costruzione. Nella sua forma definitiva, il tumulo di Barnenez è quasi tre volte più grande del tumulo primo.

### Simboli incisi

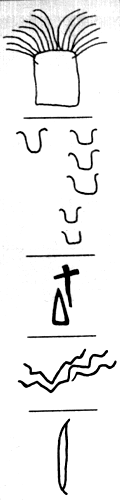
Incisioni

Sono stati rinvenuti dei simboli incisi in più sezioni e passaggi. Sono raffigurati archi, asce, simboli sinuosi (serpenti?) e un segno a forma di U molto ripetuto. Una delle lastre scolpite faceva parte di una struttura diversa e quindi è stato riutilizzato, un interessante parallelo con altri monumenti, tra cui Gavrinis.

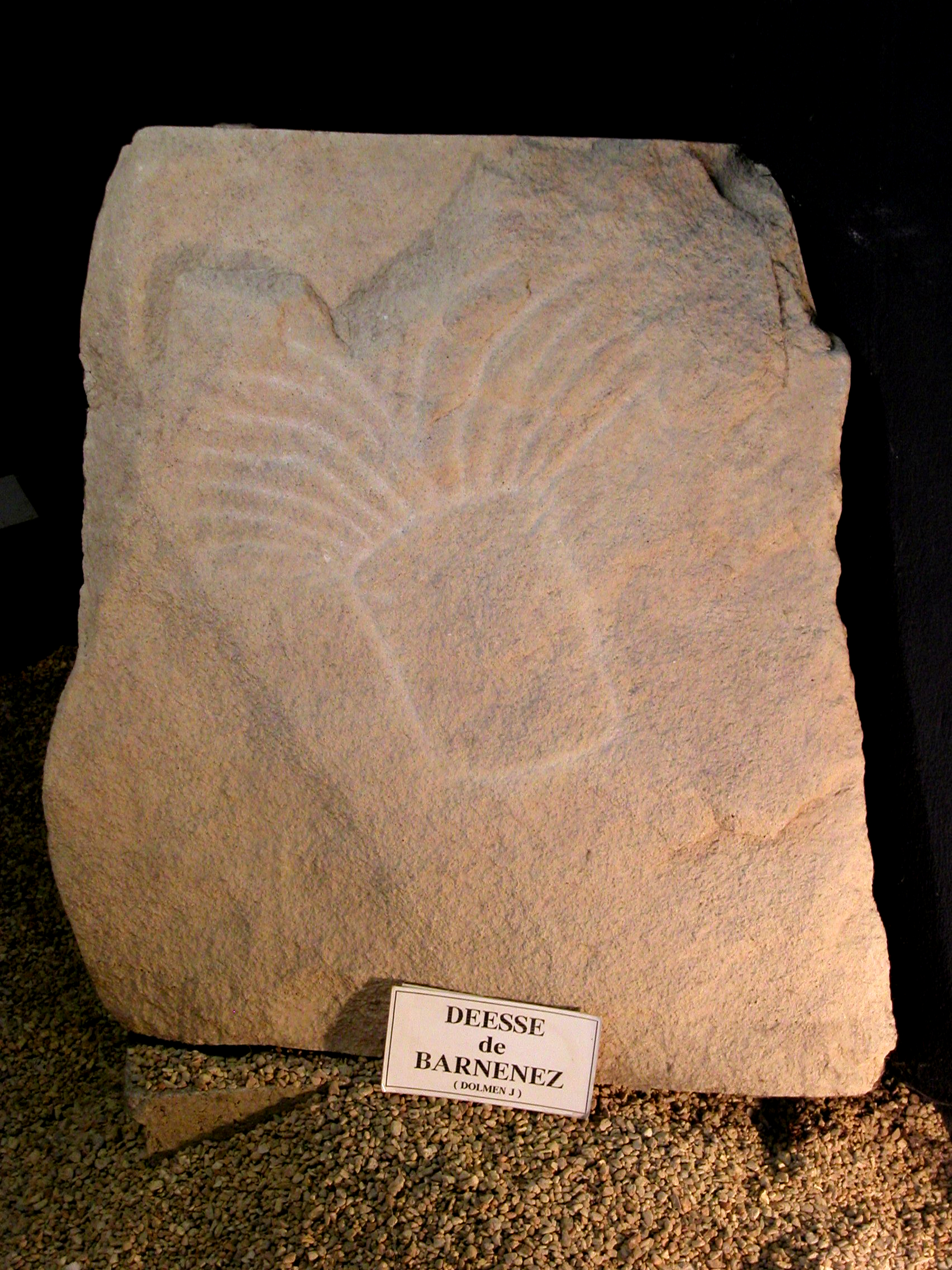
Riproduzione della "Dea dei Dolmen".

 Uno dei simboli ricorrenti è talvolta interpretato come una rappresentazione antropomorfica (la cosiddetta  "Dea dei Dolmen").

## Ritrovamenti

### Reperti del primo periodo di utilizzo
Solo nelle camere A, C, D furono rinvenuti reperti risalenti al neolitico e più precisamente ceramica, pietre levigate, punte di freccia e lame.

### Reperti dell'età del bronzo
Al di fuori del monumento sono stati rinvenuti oggetti in terracotta, un pugnale e una punta di freccia.